# Placas de identificação de veículos na Guiana Francesa

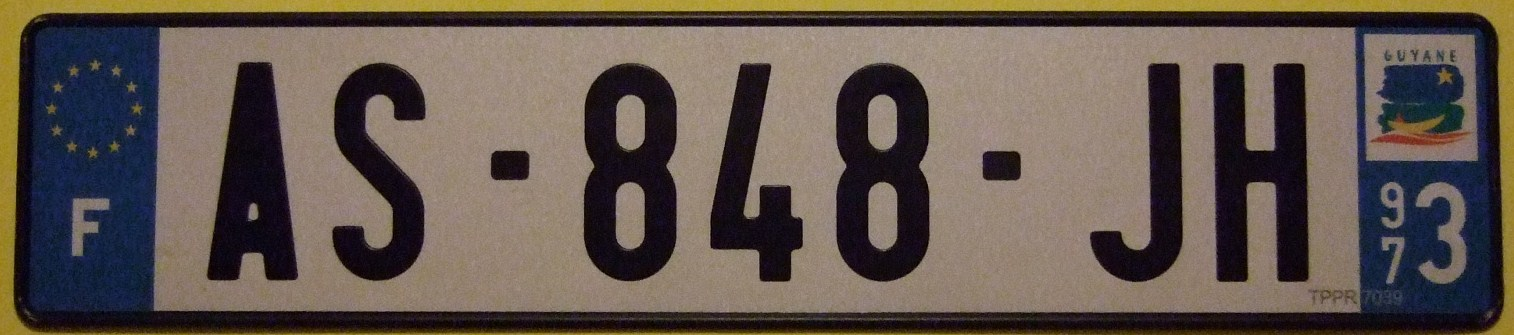
Modelo atual de placa da Guiana Francesa

As placas de identificação de veículos na Guiana Francesa usam o padrão francês, dada a sua condição de território ultramarino da França. Assim sendo, o sistema de emplacamento desse território segue estritamente o modelo desse país europeu, com o acréscimo do código 973 e com o sistema atual vigendo desde 2009.

## Galeria

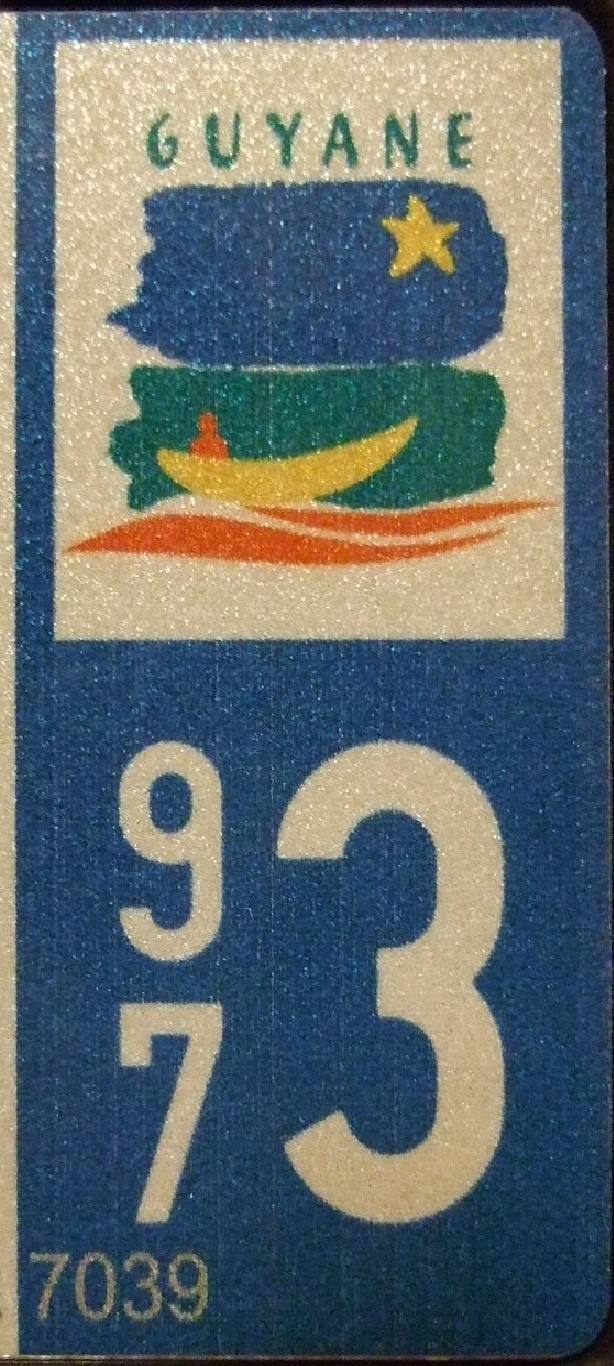
Detalhe do lado direito da placa, indicando o código da Guiana Francesa (973) e o logotipo regional.
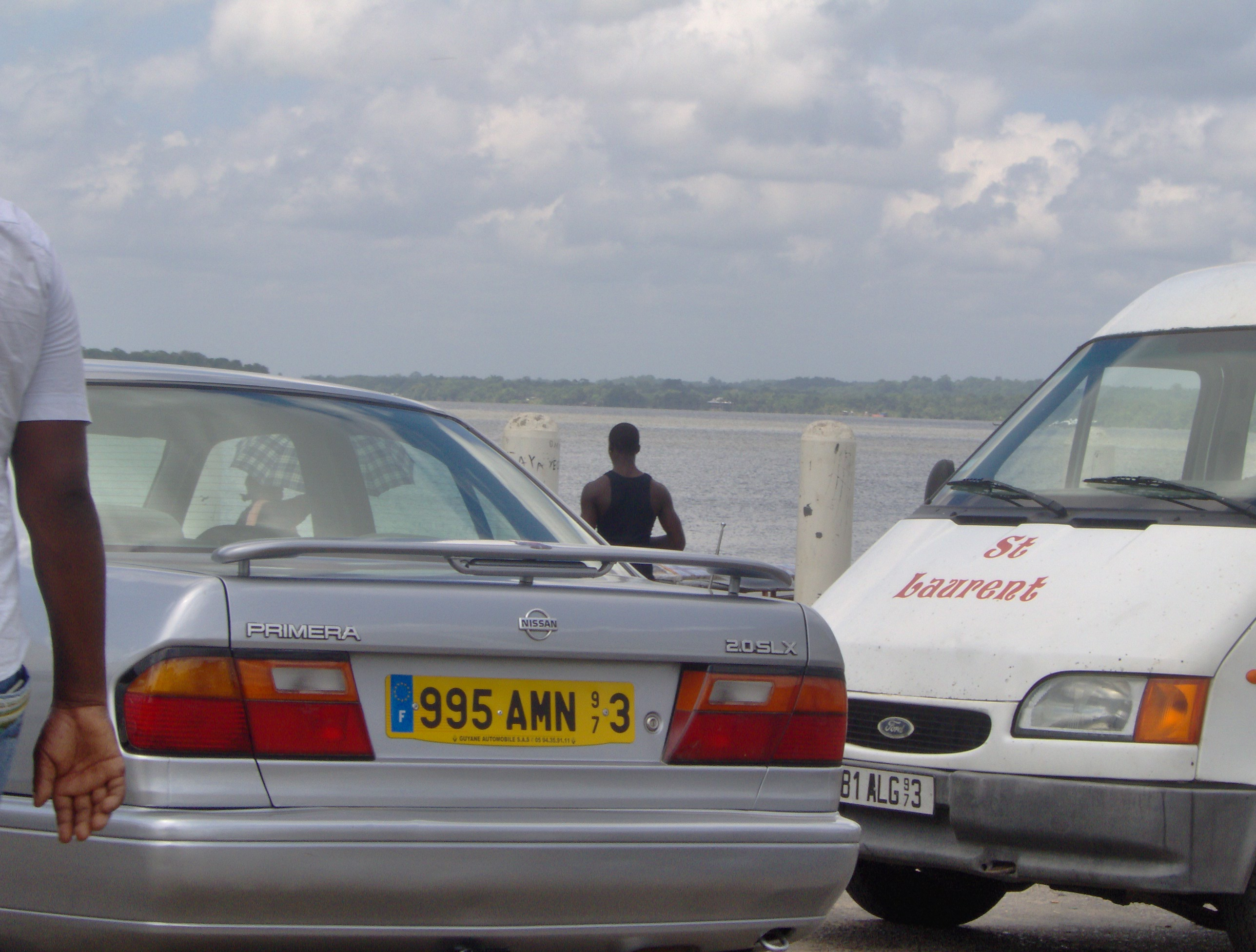
Veículos da Guiana Francesa numa balsa. Note que, no sistema anterior, a placa dianteira tem caracteres pretos em fundo branco e a placa traseira tem caracteres pretos em fundo amarelo.